# Seleção Karen de Futebol
A Seleção Karen de Futebol é a equipe que representa o povo Karen, uma das maiores nacionalidades étnicas do Myanmar, em competições de futebol. A seleção não é afiliada à FIFA nem a Confederação Asiática de Futebol, e, por isso, não pode disputar a Copa do Mundo nem a Copa da Ásia. A equipe, entretanto é filiada à CONIFA.

## História
A Associação Karen de Futebol, em inglês Karen Football Association (KFA), tem sua sede em Minnesota, nos Estados Unidos. Em 2018, a equipe Karen se juntou a CONIFA.
A Seleção é composta principalmente por refugiados vindos no Myanmar e da Tailândia. Atualmente, a Associação Karen de Futebol tem um grande projeto de futebol masculino e feminino, buscado alcançar a igualdade de gênero, além de mostrar para o mundo a rica história e cultura do povo Karen.
No dia 28 de fevereiro de 2020, a Seleção Karen disputou sua primeira partida de futebol com a seleção masculina. O confronto foi contra o Georgia Revolution FC e terminou com uma derrota por 2 a 1. 